# Nouvelle pensée politique
Ne doit pas être confondu avec Nouvelle Pensée ou Nouvelle politique économique.

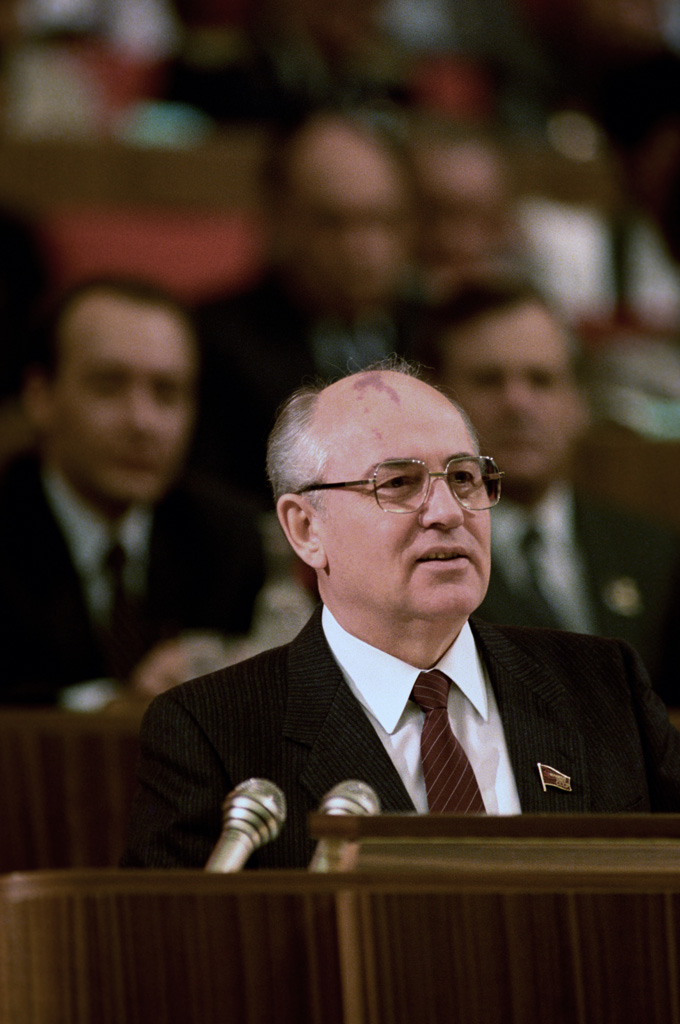
Mikhaïl Gorbatchev, dirigeant de l'URSS de 1985 à 1991.

La nouvelle pensée politique, ou plus simplement « nouvelle pensée » (en russe новое (политическое) мышление, novoïe (polititcheskoïe) mychlenie) est une doctrine géopolitique formulée par Mikhaïl Gorbatchev, dirigeant de l'Union des républiques socialistes soviétiques (URSS), durant les dernières années de la Guerre froide.
S'inscrivant dans le contexte des réformes menées par Gorbatchev en faveur de la modernisation de l'URSS et de la détente entre les deux blocs, la nouvelle pensée politique constitue une rupture avec la précédente doctrine soviétique en matière de politique internationale. Gorbatchev abandonne ainsi l'idée d'une lutte des classes internationale au profit de la protection de l'humanité, notamment contre les menaces environnementale et nucléaire. Il reconnaît l'interdépendance croissante du monde et affirme la nécessité de parvenir à la sécurité collective par la voie diplomatique. Pour la première fois, l'URSS admet l'existence d'une guerre froide avec le bloc occidental et affirme la nécessité d'y mettre fin pour assurer son avenir. 
La nouvelle pensée est initialement théorisée par Gorbatchev en 1987 dans son ouvrage intitulé La Perestroïka et la nouvelle pensée politique. La nouvelle doctrine est officiellement exposée en décembre 1988 dans un discours devant les Nations unies.